# Point-to-Point Protocol
Point-to-Point Protocol (PPP) is een communicatieprotocol dat wordt gebruikt om een verbinding tot stand te brengen tussen twee computers, bijvoorbeeld een PC van een gebruiker en de inbelserver van diens internetprovider. PPP werd oorspronkelijk veel gebruikt bij inbelverbindingen, waarbij de communicatie over de telefoonlijn plaatsvindt, maar ook voor breedbandverbindingen wordt het toegepast. Het heeft het oudere SLIP-protocol vrijwel geheel verdrongen.